# Club Deportivo Leganés Fútbol Sala
El C.D. Leganés Fútbol Sala es un equipo de fútbol sala femenino de España de la ciudad de Leganés, Comunidad de Madrid. Fue fundado en 2004 y juega en la Primera División de fútbol sala femenino.

## Historia

### Segunda División (2009-2016)
Debuta en la temporada 2009-10 en la segunda división, donde hizo una gran primera vuelta, llegando a situarse en alguna jornada como líder. Al finalizar la temporada acabó ocupando la séptima posición.
En la temporada 2010-11, solo cosecha 4 derrotas, y 2 empates, terminando en la clasificación en tercera posición. En esta liga consiguió su mayor goleada en segunda división al ganar por quince goles a cero al Bargas.
En la temporada 2011-12, vuelve a terminar en tercera posición, habiendo ganado 18 partidos, 1 empate y 7 derrotas.
En la temporada de 2012-13 finaliza el equipo como campeona de su grupo en segunda división. En la fase de ascenso se enfrenta al Vallirana, donde perdió por 3-1 en tierras catalanas, y en el partido de vuelta con un empate a 4.
En la temporada de 2013-14 finalizó en segunda posición, con un total de 59 puntos con 19 victorias, 2 empates y 3 derrotas. Al no ser uno de las dos mejores segundas, no tuvo acceso a jugar la fase de ascenso.
En la temporada de 2014-15 finalizaron campeonas del grupo 4 de la segunda división con tan solo tres derrotas. Jugó la fase de Ascenso contra el Elche CF Sala, dónde ganó por 2 a 1 en el primer partido celebrado en Leganés, pero perdió por 1 a 0 en Elche, que no le permitió lograr el ascenso.
En la temporada de 2015-16 finalizaron campeonas del grupo 4 de la segunda división con tan solo dos derrotas, que le permitió jugar la fase de ascenso en la que se enfrentó al Tecuni Bilbo F.S., al que venció por 5 goles a 1 en el partido disputado en Leganés y que perdió por 4 a 1 en Bilbao. Con ese resultado el Leganés FS consigue por primera vez el ascenso a primera división.

### Primera División (2016-act.)
En la temporada 2016-17 el equipo debutó en la máxima categoría, empezó con dos empates y la primera victoria tardó en llegar que fue en la octava jornada en el enfrentamiento con el Jimbee Roldán. En la última jornada de liga consiguió la permanencia en la categoría al vencer por 4-0 al Ucam Murcia. Finalizó con 5 victorias y 5 empates.
En la temporada 2017-18 consiguió la primera victoria en la quinta jornada, y en la sexta consigue su primera victoria a domicilio en el campo del Cádiz, siguió con su buena racha ganando cuatro partidos consecutivos. Durante algunas jornadas el equipo estuvo en puestos de Copa. Terminó ocupando la novena posición con un total de 12 victorias.
En la temporada 2018-19 consigue la permanencia en la penúltima jornada, sin ocupar los puestos de descenso en ninguna jornada, durante dos jornadas el equipo estuvo en puestos de Copa. Terminó en la duodécima posición con un total de 6 victorias y 6 empates.
En la temporada 2019-20 no se completó la liga a causa de la suspensión de la misma a causa de la pandemia, y en ese momento ocupaba la duodécima posición fuera de los puestos de descenso. Finalizó con 5 victorias y 3 empates. En esta misma temporada participó por primera vez en la Copa de la Reina, llegando hasta los cuartos de final donde fue eliminado por el Burela.
En la temporada 2020-21 la liga se dividió en dos grupos donde se jugaron dos fases, en la primera fase quedaron quintas, lo que conllevó a jugar en la segunda fase en el grupo por la permanencia, en el cual quedaron segundas de ese grupo y en décima posición en el computo total de la liga, se batió el récord de puntos conseguidos en una temporada, la mejor racha de partidos sin perder, llegando a la cifra de siete partidos y la temporada con más goles del equipo. En Copa llegaron hasta octavos de final eliminando en primera ronda a la Cruz Villanovense y caer en la siguiente ronda ante el Alcorcón.

## Uniforme
- Uniforme titular: Camiseta de color blanca con rayas verticales azules, pantalón blanco, medias blancas.
- Uniforme alternativo: Camiseta verde pepino, pantalón verde pepino, medias verde pepino.

## Pabellón
El equipo juega en el pabellón de la Ciudad Deportiva de la Fortuna, situado en la calle Castelo Branco 2, del barrio de la Fortuna en la ciudad de Leganés. El recinto tiene una capacidad para 490 espectadores.

## Datos del club
- Temporadas en Primera División: 7.
- Temporadas en Segunda División: 7.
- Mejor puesto en la liga: 9.ª.
- Peor puesto en la liga: 13.ª.
- Mayor goleada conseguida:
  - En campeonatos nacionales:
    - En casa

Leganés F.S. 9 - 2 Joventut d'Elx (26 de febrero de 2022)
- Fuera

Guadalcacín FS CD 1 - 7 Leganés F.S. (6 de octubre de 2018)
- Mayor goleada recibida:
  - En campeonatos nacionales:
    - En casa

Leganés F.S. 1 - 11 C.D. Futsi Atlético Feminas (30 de octubre de 2021)
- Fuera

AD Alcorcón FSF 10 - 0 Leganés F.S. (28 de mayo de 2022)
CD Burela 10 - 0 Leganés F.S. (11 de febrero de 2023)
- Máxima goleadora en primera:

Lucía Guti, 88
Puche, 60
Patri Montilla, 35
- Más partidos disputados en primera:

Patri Montilla, 196
Puche, 166
Lucía Guti, 139

## Entrenadores
- Ángel Parada (20XX/12).
- Poli (2012/14).
- Raquel Mondoruza (2014/15).
- Iván Labrado (2015/17).
- Ángel Gamella (2017/19).
- Iván Labrado (2019/23).
- Ángel Saiz (2023/24).
- Jorge Babio (2024/act.).

## Otras secciones y filiales
Dispone equipos en las secciones masculinas y femeninas del club. En la sección femenina está el C. D. Leganés F.S. B que juega en la segunda división nacional, el C. D. Leganés F.S. C que lo hace en primera regional, el C. D. Leganés F.S. D, en segunda regional. Otros equipos femeninos son el Cadete, Infantil More, Infantil Stopy, Alevín Noe, Alevín Puche, Alevín silvia y 3 equipos de benjamín, todos ellos jugando en la Liga Regional de la Comunidad de Madrid.
En el año 2018 el equipo juvenil se proclamaron campeonas de España al ganar en la final a Les Corts.

## Palmarés

### Títulos nacionales
- Segunda División: 3

2013, 2015, 2016.
- Primera Regional de Madrid: 1

2010.

## Trayectoria
| Temporada (2010-2023) | 10 | 11 | 12 | 13 | 14 | 15 | 16 | 17 | 18 | 19 | 20  | 21  | 22  | 23   | 24  |
| --------------------- | -- | -- | -- | -- | -- | -- | -- | -- | -- | -- | --- | --- | --- | ---- | --- |
| Liga                  |    |    |    |    |    |    |    | 13 | 9  | 12 | 12  | 10  | 11  | 11   | 16  |
| Segunda               | 7  | 3  | 3  | 1  | 2  | 1  | 1  |    |    | 8  | 7   | 10  | 10  | 10   | 12  |
| Copa                  |    |    |    |    |    |    |    |    |    |    | ¹⁄₄ | ¹⁄8 | ¹⁄8 | ¹⁄16 | ¹⁄8 |
| Supercopa             |    |    |    |    |    |    |    |    |    |    |     |     |     |      |     |
|                       |    |    |    |    |    |    |    |    |    |    |     |     |     |      |     |
| Copa de Europa        |    |    |    |    |    |    |    |    |    |    |     |     |     |      |     |
| Títulos               | 0  | 0  | 0  | 1  | 0  | 1  | 1  | 0  | 0  | 0  | 0   | 0   | 0   | 0    | 0   |

Comentarios aclaratorios.